# Licuala spathellifera
Licuala spathellifera är en enhjärtbladig växtart som beskrevs av Odoardo Beccari. Licuala spathellifera ingår i släktet Licuala och familjen Arecaceae. Inga underarter finns listade i Catalogue of Life.